# Donauinselfest
Donauinselfest este un festival muzical în aer liber, la care nu se percepe o taxa de intrare. Acesta se desfășoara in Viena pe o insulă artificiala construita pe Dunăre. Festivalul, care a avut prima ediție in anul 1984, are loc într-un weekend al sfârșitului lunii iunie. Cu un număr de trei milioane de vizitatori in cele trei zile de desfășurare, este cel mai mare festival in aer liber din Europa.

## Istoric
Festivalul a fost inițiat de politicianul Harry Kopietz. Predecesor a fost in 1983 un "Festival cultural al primăverii", desfășurat pe Donauinsel. Au apărut atunci pe scena Minisex, Tom Pettings Hertyattacken și Heli Deinboek. Cu toate că organizatorii așteptau un număr de 15.000 de spectatori, și-au facut apariția 160.000 de oameni.
Cu trecerea anilor, festivalul a crescut și acum se întinde pe trei zile, iar suprafața de desfășurare a crescut și ea, arealul se întinde pe 6,5 kilometri. Suprafața conține in jur de 27 de scene unde evoluează reprezentanți ai diferitelor genuri de muzică, dar și alți artiști.
Pe lângă scene, există și un număr mare de standuri de suveniruri, de mâncare și pentru informații. Foarte apreciat era focul de artificii, care se desfășura în zilele de sâmbătă și care dura mai mult de 20 de minute. Din 2008 s-a renunțat însă la acesta deoarece distrăgea atenția de la evenimentele desfășurate pe scene.

## Succes
După numărătoarea organizatorilor, trec mai mult de jumătate de milion de oameni, pragul festivalului în fiecare zi a acestuia. Spre exemplu, în 2007 aau fost 2.6 milioane de vizitatori, cu 300.000 mai puțini decât în anul precedent, datorită ploii din prima zi. Cu o asemenea audiență, este Donauinselfest cel mai mare festival muzical în aer liber al Europei.
Pentru a evita aruncarea gunoaielor pe jos, se oferă pahare returnabile pe care se primesc bani. Din anul 2007 este interezis de asemenea accesul cu băuturi in sticle și tărie pentru a spori securitatea participanților festivalului.